# Roberta Diodato
Roberta Diodato (Salerno, 17 aprile 1994) è una giocatrice di calcio a 5 ed ex calciatrice italiana, atleta dello Sporting Locri C5.

## Statistiche

### Presenze e reti nei club
Aggiornato al 1 luglio 2016
| Stagione           | Squadra            | Campionato         | Campionato | Campionato | Coppe nazionali | Coppe nazionali | Coppe nazionali | Totale | Totale |
| Stagione           | Squadra            | Comp               | Pres       | Reti       | Comp            | Pres            | Reti            | Pres   | Reti   |
| ------------------ | ------------------ | ------------------ | ---------- | ---------- | --------------- | --------------- | --------------- | ------ | ------ |
| 2008-2009          | Salernitana        | Serie B            | 17         | 10         | CI              | 0               | 0               | 17     | 10     |
| 2009-2010          | Salernitana        | Serie C            | 18         | 25         | CI              | 4               | 7               | 22     | 32     |
| Totale Salernitana | Totale Salernitana | Totale Salernitana | 37         | 38         |                 | 4               | 7               | 41     | 45     |
| 2010-2011          | Napoli             | Serie A2           | 6          | 1          | CI              | 2               | 1               | 8      | 2      |
| 2011-2012          | Napoli             | Serie A2           | 9          | 4          | CI              | 4               | 3               | 13     | 7      |
| 2012-2013          | Napoli             | Serie A            | 5          | 3          | CI              | 3               | 2               | 8      | 5      |
| 2013-2014          | Napoli             | Serie A            | 24         | 3          | CI              | 3               | 1               | 27     | 4      |
| Totale Napoli      | Totale Napoli      | Totale Napoli      | 59         | 39         |                 | 12              | 7               | 71     | 46     |
| 2014-2015          | Domina Neapolis    | Serie B            | 7          | 3          | CI              | 1               | 2               | 9      | 5      |
| Totale             | Totale             | Totale             | 87         | 44         |                 | 10              | 5               | 97     | 49     |